# Tempū Nakamura
 (août 2019).
Si vous disposez d'ouvrages ou d'articles de référence ou si vous connaissez des sites web de qualité traitant du thème abordé ici, merci de compléter l'article en donnant les références utiles à sa vérifiabilité et en les liant à la section « Notes et références ».
Compléments
Fondateur du Shinshin-tōitsu-dō (en)
Tempū Nakamura (中村 天風), né le 20 juillet 1876 à Tokyo et décédé à l'âge de 92 ans le 1er décembre 1968, est un maître d'arts martiaux japonais qui contribua à introduire la pratique du yoga au Japon et fonda le style Shinshin-tōitsu-dō (en) (« Voie de l'unification du corps et de l'esprit »).

## Biographie

### Jeunesse et contexte familial
Né à Tokyo en 1876 sous le nom de Saburō (三郎), Tempū Nakamura est le fils de Nakamura Sukeoki (中村祐興 1829-1909), originaire de la préfecture de Fukuoka, et de Nakamura Teu (中村テウ 1858-1928), originaire de Tokyo alors appelée Edo à l'époque. Son père  introduit l'usage du papier monnaie au Japon en tant que directeur du ministère du Trésor. Tempū Nakamura s'installe plus tard à Fukuoka pour vivre chez un parent. Il reçoit des cours privés d'un Anglais, étudie au lycée Shūyūkan de la préfecture de Fukuoka (en), qui fonctionne en anglais, se familiarise avec le style familial de judo et apprend le kenjutsu (art de manier le sabre) et l'iaijutsu (art) (en) (art de dégainer le sabre). Durant un affrontement de judo, il bat à plate couture un adversaire de Kumamoto qui essaie ensuite de le tuer par vengeance. Dans l'échauffourée qui suit, Nakamura poignarde et tue son assaillant, ce que la justice considère comme de la légitime défense. Il quitte ensuite le système scolaire et rejoint la société de l'Océan noir, un groupe ultra-nationaliste, et familiarise avec son fondateur, Tōyama Mitsuru.

### Carrière militaire
À 16 ans, il rejoint l'armée impériale japonaise  et sert comme espion dans le nord de la Chine, une zone qui deviendra à terme l'État fantôche du Mandchoukouo. Il est l'un des neuf agents militaires sur 113 à rentrer vivant au Japon après la guerre russo-japonaise, à la suite d'une sévère attaque de tuberculose à l'âge de 30 ans.

### À la recherche d'une cure pour sa maladie
Cherchant à guérir de la tuberculose, il part s'initier à la médecine occidentale tout comme aux méthodes holistiques ("croire qu'on va guérir, pour guérir") - Financé par un riche chinois pour lequel il passe un diplôme de médecine, il étudie les nerfs autonomes à l'université Columbia aux États-Unis (ou il obtient un autre diplôme de médecine sous son nom d'emprunt), puis voyage en Angleterre, en Allemagne, en Belgique et en France. Il habite pendant un moment chez la famille de Sarah Bernhardt. En 1911, sur le trajet de retour vers le Japon, il rencontre un philosophe indien nommé Kaliapa (alias  Cariapa ou Kariappa), qui l'emmène au Kangchenjunga dans l'Himalaya, la troisième plus haute montagne du monde, située entre le Népal et l'Inde. Il y reste pendant deux ans et demi en étudiant et expérimentant le yoga et une alimentation moins riche en viande, qui font disparaître les symptômes de sa maladie. Il pratique les styles  raja yoga et karma yoga avec Kaliapa, en privilégiant le raja yoga. Remis d'applomb, il repart pour le Japon, en passant d'abord pas la Chine, ou travaillant de nouveau pour Sun Yat Sen, il amasse une petite fortune.

### Retour au Japon
De retour au Japon, où il retrouve sa famille et son mentor Tōyama Mitsuru, il fait fructifier sa fortune en investissant dans l'industrie. Il devient président de la banque industrielle de Tokyo, et s'affaire à d'autres activités commerciales. Conseillé par son mentor puis par sa femme, il commence à raconter son expérience à des proches, puis abandonne ses activités commerciales pour fonder sa propre organisation philosophique et médicale, renommée Tempūkai (天風会) en 1940. Il enseigne le style Shinshin-tōitsu-dō (en) (« Voie de l'unification du corps et de l'esprit ») à Kōichi Tōhei, qui fondera le Shin Shin Toitsu Aikido. 
Au Japon, Nakamura est un écrivain philosophique prolifique et un entrepreneur maritime.

## Quelques ouvrages
- La réalisation du succès (成功の実現)
- Une vie prospère (盛大な人生)
- Enflammer son cœur pour réussir (心に成功の炎を)
- Destin alteré (運命を拓く)
- Sagesse retentissante - les maximes annotées du philosophe Tempū (叡智のひびき-天風哲人箴言註釈)
- Vérité retentissante - les maximes annotées du philosophe Tempū (真理のひびき-天風哲人新箴言註釈)
- Vivre jeune (いつまでも若々しく生きる)
- Construire sa réussite (君に成功を贈る)

## Èlèves de Nakamura
- Chiyo Uno, écrivaine
- Tōgō Heihachirō, amiral
- Hara Takashi,  19e premier ministre du Japon
- Kōnosuke Matsushita, fondateur du groupe Panasonic
- Kōichi Tōhei, fondateur du Ki-Aikido
- Hiroshi Tada, maître d'aikikai[1]
- Yukio Ozaki, homme politique
- Kazuo Inamori (en), fondateur du groupe Kyocera
- Tatsuro Hirooka (en), joueur de baseball